# Thomas Ashwell
Thomas Ashwell o Ashewell (c. 1478 - fallecido después de 1513, posiblemente en 1527) fue un compositor renacentista. Fue un gran polifonista y, quizá, maestro de John Taverner.
Fue admitido como miembro del coro de la Capilla de San Jorge en 1491, por lo que se supone que debió de nacer en torno a 1478. No se conocen más datos de sus primeros años de vida. Permaneció en San Jorge hasta 1493. Se sabe que fue cantor en el Tattershall College de Lincolnshire en 1502 y 1503. En 1508 tuvo un cargo importante en la catedral de Lincoln y en 1513 estuvo a cargo de los niños cantores en la catedral de Durham y compuso música para la Lady Chapel de esta catedral, pero no se conservan partituras de estas obras. 
El archivo catedralicio de Durham conserva un documento en el que se señala cómo el sucesor de Ashwell comenzó a cobrar las rentas de su cargo en 1527, lo que indicaría que Ashwell murió en esa fecha.

## Obras conservadas de Ashwell
Se conservan pocas obras de Ashwell. Como era común en la época anterior a la Reforma Protestante, los textos de su música religiosa estaban en latín. Sus manuscritos (como los del resto de compositores) fueron destruidos durante la disolución de los monasterios decretada por Enrique VIII de Inglaterra (y un gran número de obras sacras en inglés se destruyó durante el subsiguiente reinado de María I, durante el que se restauró el catolicismo en la isla.
Dos misas (la Missa Jesu Christe y la Missa Ave Maria), ambas para seis voces, se conservan completas en el manuscrito Forrest-Heyther, que fue utilizado por John Taverner en el Cardinal College de Oxford. Las características estilísticas de la música de Ashwell indican que son composiciones tempranas, seguramente anteriores a su asentamiento en Durham.
Pocas obras más sobrevivieron de forma muy fragmentaria en otras fuentes. Entre ellas están el fragmento de una misa de San Cutberto, que pertenece al tiempo de Durham. La canción She may be callyd a sovrant lady, impresa en una recopilación de 1530, es la única obra secular que se conoce de Ashwell.

## Relación con Taverner
La posibilidad de que Ashwell fuera profesor de John Taverner es remota, pero los estudiosos siempre la han tenido en consideración. Se ha supuesto que Taverner perteneció al coro de Tattershall cuando Ashwell estaba allí. Lo cierto es que Taverner parece haber conocido muy bien las dos misas de Ashwell y da la impresión de que las utilizó como modelo para sus propias obras (aunque podría haberse dado el caso contrario y ser Ashwell quien se inspiró en Taverner). La hipótesis del aprecio de Taverner por Ashwell parece sustentarse en el hecho de que las misas de Ashwell estén incluidas en el libro de partituras Forrest-Heyther, copiado en el tiempo que Taverner era el responsable musical del Cardinal College de Oxford en 1526, si bien también se podría explicar la presencia de la música de Ashwell simplemente por el hecho de que el cardenal Thomas Wolsey (fundador del Cardinal College) fue obispo de Durham.

## Prestigio de Ashwell
La reputación de Ashwell llegó hasta finales del siglo XVI. El compositor Thomas Morley incluyó su nombre entre las autoridades que citaba en su tratado A Plaine and Easie Introduction to Practicall Musicke de 1597.